# Hòa Điền (xã)
Hòa Điền là một xã thuộc huyện Kiên Lương, tỉnh Kiên Giang, Việt Nam.

## Địa lý
Xã Hòa Điền có diện tích 121,21 km², dân số năm 2020 là 9.836 người, mật độ dân số đạt 81 người/km².

## Hành chính
Xã Hòa Điền được chia thành 8 ấp: Cảng, Cờ Trắng, Hòa Giang, Hòa Lạc, Kinh 1, Núi Trầu, Tân Điền, Thạnh Lợi.

## Lịch sử
Trước đây, Hòa Điền là một xã thuộc huyện Hà Tiên cũ.
Ngày 21 tháng 4 năm 1999, Chính phủ ban hành Nghị định số 28/1999/NĐ-CP về việc đổi tên huyện Hà Tiên thành huyện Kiên Lương. Xã Hòa Điền thuộc huyện Kiên Lương.